# Digitalni nomadi
Digitalni nomad je poduzetnik ili zaposlenik koji gotovo isključivo rabi digitalne tehnologije za obavljanje svog posla. Istodobno je neovisan i vodi život na više mjesta.
Digitalni nomadi obično rade na putu i uglavnom gdje postoji pristup internetu. U pravilu bave se zanimanjima koja zahvaljujući internetu mogu obavljati neovisno o mjestu rada.
Zanimanja digitalnih nomada vrlo su raznolika. 

## Primjeri zanimanja digitalnih nomada
- upravljanje web stranice ili bloga
- prodaja digitalnih proizvoda. U ovu kategoriju pripada i rad informacijskih portala, mrežne zajednice ili foruma.
- autori ili prevoditelji.

Velik broj digitalnih nomada aktivni su u online marketingu, affiliate marketingu ili e-trgovini.
- tehničke struke kao što su grafički dizajneri, web dizajneri ili programeri softvera prikladni su poslovi.
- Drugi zarađuju život kroz poslove vezane uz projekte,  konzultantske usluge ili predavanja.

To rijetko zahtijeva određeno mjesto. I brojni fotografi su digitalni nomadi.

## Tehnologije
Digitalni nomadi neizbježno rabe nove tehnologije kao što su pametni telefoni, tablet računare, WiFi i web aplikacije. Često rade u kafićima, hostelima i drugim lokacijama s WiFi mrežom. Zemlje s dobro razvijenom tehničkom infrastrukturom preferiraju.
Rabe programe kao primjerice Skype, Računarstvo u oblaku, Youtube...

## Vanjske poveznice
- Doba digitalnih nomada: Kako je posao postao mobilniji, a život puno zanimljiviji?
- Popis i ranking omiljenih mjesta
- Jobs to work anywhere  Arhivirana inačica izvorne stranice od 8. ožujka 2018. (Wayback Machine)